# Tetrathemis godiardi
Tetrathemis godiardi – gatunek ważki z rodziny ważkowatych (Libellulidae).